# Daniel Studer

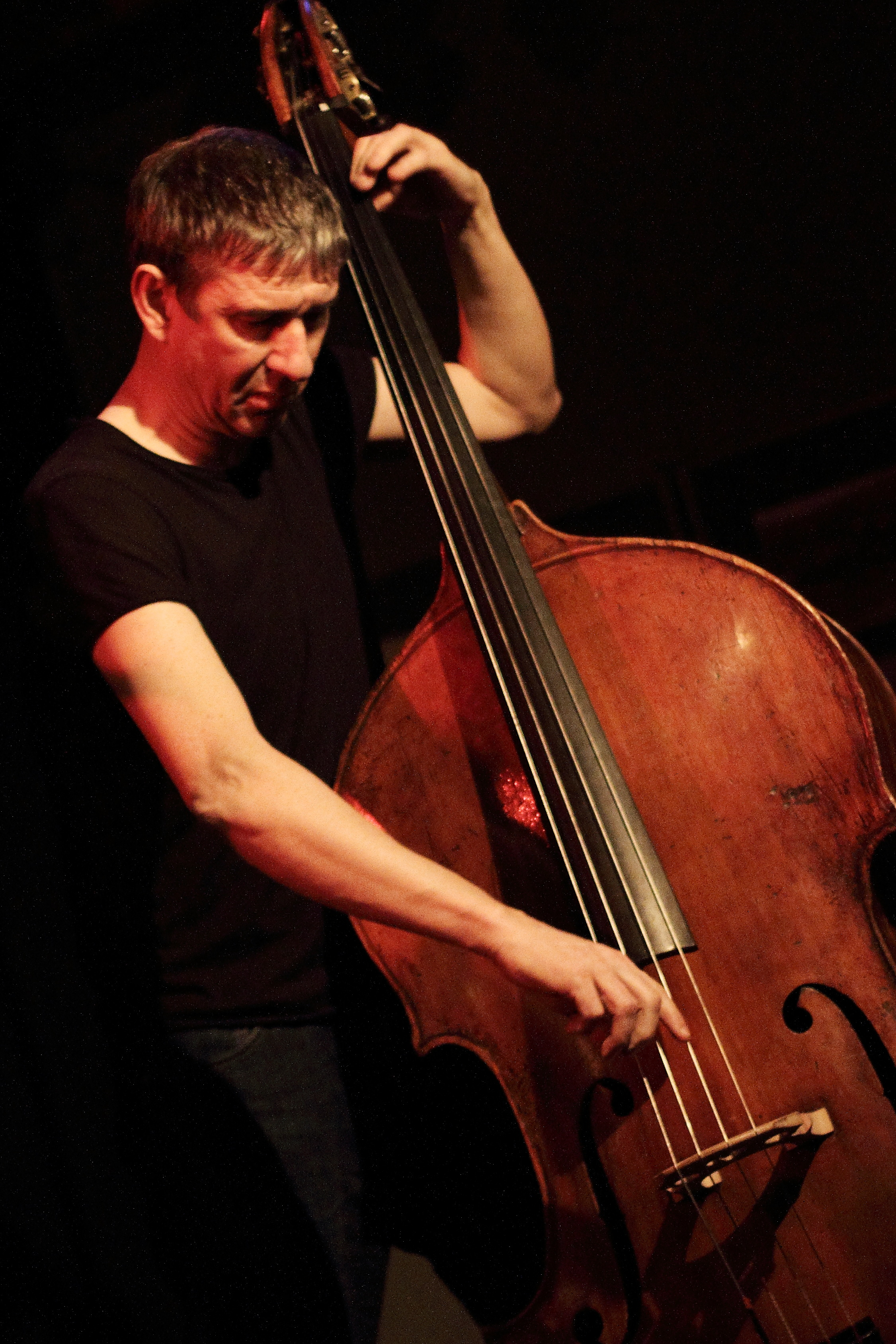
Daniel Studer in Club W71, 2017

Daniel Studer (1961) is een Zwitserse contrabassist en componist, die actief is in de geïmproviseerde muziek.

## Biografie
Studer nam in de jaren 80 deel aan jazz-clinics, in 1992 studeerde hij af aan het conservatorium van Frosinone. Hij studeerde tot 1994 harmonieleer en contrapunt bij Gianpiero Bernardini. Van 1996 tot 1999 was hij gastcomponist bij Thomas Kessler in Elektronischen Studio Basel, daarna studeerde hij tot 2001 compositie bij Johannes Schöllhorn.
Hij vormt met Peter K. Frey een contrabas-duo. Verder speelt hij in het Trio Kimmig-Studer-Zimmerlin, Trio III-VII-XII (met Mischa Käser en Urs Haenggli) en het strijk-trio Coen-Penazzi-Studer. Hij werkt in de groep In Transit (met Michael Jefry Stevens, Jürg Solothurnmann en Dieter Ulrich). Verder treedt hij regelmatig op met Mischa Käser, Katharina Klement, Giancarlo Schiaffini en Alfred Zimmerlin.
Studer werkte mee aan elektronische live-producties en multimediale projecten. Hij componeert voor zijn eigen groepen, maar heeft ook geschreven voor jazzgroepen en -orkesten en verschillende strijkgezelschappen. Hij geeft ook improvisatieles aan muziekscholen en conservatoria.

## Discografie
- Gaspare Di Lieto-Quintet: :Dance of the Whales (met Giovanni Amato, Alfonso Deidda, Pietro Iodice), 1993
- Pasquale Innarella: Discanto (met Giancarlo Schiaffini, Ettore Fioravanti), 1994
- Giancarlo Schiaffini Quintet: As a Bird (met Alberto Mandarini, Sandro Satta, Fulvio Maras), 1995
- Streichtrio Coen-Penazzi-Studer: Er-innern, 1995
- Schiavoni-Penazzi-Studer-Orselli:  If There Are Any Heavens, 1996
- Daniel Studer Solo: Details, 1996
- Streichtrio Coen-Penazzi-Studer: Drei Bilder, 1997
- Giancarlo Schiaffini Quintett: Dubs (met Silvia Schiavoni, Beate Springorum, Mohssen Kasirossafar), 1997
- Wagner-Studer: Symbiolo, 2000
- Markus Eichenberger's Domino Concept for Orchestra, 2001
- Day & Taxi: Private (met Christoph Gallio, Marco Käppeli), 2003
- Day & Taxi: Material, 2003
- Ianus (met Silvia Schiavoni, Giancarlo Schiaffini, Jürg Frey, Alfred Zimmerlin), 2004
- Grämiger-Studer-Ulrich: Aus freien Stücken, 2004
- Käppeli-Lüscher-Studer: Nomis, 2005
- Kontrabassduo Studer-Frey: Zweierlei, 2006
- In Transit: Moving Stills, 2007
- Kontrabassduo Studer-Frey: Zwei, 2010
- In Transit: "Shifting Moods", 2011
- Kontrabass Solo: "Reibungen", 2011
- Kimmig-Studer-Zimmerlin, erzählend nah, 2012
- Friedli-Studer-Ulrich, started, 2013
- Kontrabassduo Studer-Fey, Zwirn, 2013
- Braxwood Orchestra, Djule, Djule, RS 0001, 2014
- Irniger-Studer-Ulrich, Breakin'Up, CS 308, 2015
- Felix Philipp Ingold, Ausgespielt, Plus 082, 2015
- 15 Jahre Kontrabassduo Studer-Frey, Zurich Concerts, LR 750/751, 2016 (met 11 gasten, o.a. met John Butcher, Jacques Demierre, Gerry Hemingway, Hans Koch, G. Schiaffini)